# Octavio Paz
Octavio Paz Lozano (Cidade do México, 31 de março de 1914 — Cidade do México, 19 de abril de 1998) foi um poeta, ensaísta, tradutor e diplomata mexicano, notabilizado, principalmente, por seu trabalho prático e teórico no campo da poesia moderna ou de vanguarda. Recebeu o Nobel de Literatura de 1990.
Escritor prolífico cuja obra abarcou vários gêneros, é considerado um dos maiores escritores do século XX e um dos grandes poetas hispânicos de todos os tempos.

## Vida
Passou a infância nos Estados Unidos, acompanhando a família. De volta ao seu país, estudou direito na Universidade Nacional Autônoma do México. Cursou também especialização em literatura. Morou na Espanha, onde conviveu com diversos intelectuais. Viveu também em Paris, no Japão e na Índia.
Em 1945, ingressou no serviço diplomático mexicano. Quando morava em Paris, testemunhou e viveu o movimento surrealista, sofrendo grande influência de André Breton, de quem foi amigo. Em sua criação, experimentou a escrita automática, tendo praticado posteriormente uma poesia ainda vanguardista, porém mais concisa e objetiva, voltada a um uso mais preciso da função poética da linguagem. Fã da atriz e diretora Beatriz Sheridan, exigia sua presença para a leitura de seus poemas.
Publicou mais de vinte livros de poesia e incontáveis ensaios de literatura, arte, cultura e política, desde Luna Silvestre, seu primeiro livro, de 1933.

## Obras

### Poesia
- 1958 - Libertad bajo palabra
- 1962 - Salamandra
- 1969 - Ladera Este
- 1976 - Vuelta
- 1987 - Árbol Adentro
- 2001 - Águila o Sol?
- 2009 - Piedra de Sol

### Ensaios
- 1950 - El laberinto de la soledad
- 1956 - El Arco y la Lira
- 1957 - Las peras del olmo
- 1965 - Cuadrivio
- 1966 - Puertas al Campo
- 1967 - Corriente Alterna
- 1967 - Claude Levi-Strauss o el nuevo festín de Esopo
- 1968 - Marcel Duchamp o el castillo de la Pureza, com reedição ampliada Apariencia desnuda (1973),
- 1969 - Conjunciones y Disyunciones
- 1969 - Postdata, continuação de "El Laberinto de la Soledad"
- 1973 - El signo y el Garabato
- 1974 - Los Hijos del Limo
- 1979 - El Ogro Filantrópico
- 1980 - O desconhecido de si mesmo : Fernando Pessoa
- 1979 - In-mediaciones
- 1982 - Sor Juana Ines de la Cruz o las trampas de la fe
- 1983 - Tiempo Nublado (incluído em Uma terra, quatro ou cinco mundos : reflexões sobre história contemporânea 1989))
- 1983 - Sombras de Obras
- 1984 - Hombres en su Siglo
- 1990 - Pequeña Crónica de Grandes Días
- 1990 - La Otra Voz
- 1991 - Convergencias
- 1992 - Al Paso
- 1993 - La Llama Doble
- 1994 - Itinerario
- 1995 - Vislumbres de la India
- 2001 - Un más allá erótico: Sade - Mais do que erótico

### Traduções
- Versiones y diversiones, onde Paz reuniu as suas traduções poéticas.
- Sendas de Oku, de Matsuo Basho (1957)
- Antologia, de Fernando Pessoa (1984)
- Blanco, dele, traduzido por Haroldo de Campos e musicado por Marisa Monte para álbum Barulhinho Bom - Uma Viagem Musical.